# 5885 Апельдурн
5885 Апельдурн (3137 T-2, 1971 FQ, 1982 HU2, 1988 PG3, 5885 Apeldoorn) — астероїд головного поясу, відкритий 30 вересня 1973 року.
Тіссеранів параметр щодо Юпітера — 3,208.